# Kudelstaart
Kudelstaart (52° 14′ N, 4° 45′ L) é uma cidade dos Países Baixos, na província de Holanda do Norte. Kudelstaart pertence ao município de Aalsmeer, e está situada a 10 km sudeste de Hoofddorp.
Em 2001, a cidade de Kudelstaart tinha 5889 habitantes. A área urbana da cidade é de 0.96 km², e tem 2203 residências. 
A área de Kudelstaart, que também inclui as partes periféricas da cidade, bem como a zona rural circundante, tem uma população estimada em 6530 habitantes.